# Młodzi Tytani: Akcja! Film
Młodzi Tytani: Akcja! Film – amerykański film animowany zrealizowany na podstawie serialu Młodzi Tytani: Akcja!. Film podobnie jak serial jest komediowym spin offem (parodią) innego serialu Młodzi Tytani, który z kolei jest adaptacją serii komiksów.

## Treść
Młodzi Tytani są zafascynowani filmami o superbohaterach. Jeden z nich, Robin też marzy o tym by powstał film o jego przygodach. Przyjaciele wyruszają do Tinsel Town, by do pomysłu przekonać znanego reżysera.

## Oryginalny dubbing[2]
- Greg Cipes – Bestia
- Scott Menville – Robin
- Khary Payton – Cyborg
- Tara Strong – Raven
- Hynden Walch – Gwiazdka
- Will Arnett – Slade
- Kristen Bell – Jade Wilson
- Greg Davies – Baloniarz
- Nicolas Cage – Superman
- Jimmy Kimmel – Batman
- Halsey – Wonder Woman
- Lil Yachty – Zielona Latarnia

## Polski dubbing
- Grzegorz Drojewski – Robin
- Izabella Bukowska-Chądzyńska – Raven
- Wit Apostolakis-Gluziński – Bestia
- Beata Wyrąbkiewicz – Gwiazdka
- Jacek Król – Cyborg
- Kamil Pruban – Slade
- Aleksandra Radwan – Jade Wilson
- Grzegorz Kwiecień – Superman
- Marek Robaczewski – Batman
- Barbara Garstka – Wonder Woman
- Paweł Krucz – Baloniarz
- Szymon Roszak – Zielona Latarnia